# Lac Arrowhead
Le lac Arrowhead, en anglais Arrowhead Lake, est un lac dans l'État américain du Colorado. Il est situé à une altitude de 3 401 m dans le comté de Larimer et le parc national de Rocky Mountain.